# Europejska Nagroda Muzyczna MTV dla najlepszego rosyjskiego wykonawcy
Europejska Nagroda Muzyczna MTV dla najlepszego rosyjskiego wykonawcy przyznawana jest przez redakcję stacji MTV Rossija podczas corocznej gali rozdania Europejskich Nagród Muzycznych MTV.
Nagrodę po raz pierwszy przyznano w 2001. O zwycięstwie decydują widzowie za pomocą głosowania internetowego i telefonicznego (SMS-owego).

## Rosyjscy laureaci i nominowani do nagrody MTV
| Rok  | Laureat            | Nominowani                                                  | Źródło |
| ---- | ------------------ | ----------------------------------------------------------- | ------ |
| 2001 | Alsou              | - Bi-2 - Mumij Troll - Tatu - Zemfira                       |        |
| 2002 | Diskotieka Awarija | - Ariana - Epidemia - Kasta - Tatu                          |        |
| 2003 | Glukoza            | - Diskotieka Awarija - Leningrad - Splean - Tatu            |        |
| 2004 | Zwieri             | - Delfin - Glukoza - Leningrad - Via Gra                    |        |
| 2005 | Dima Biłan         | - Nu Virgos - Uma2rman - Wiaczesław Butusow - Zemfira       |        |
| 2006 | Dima Biłan         | - Gorod 312 - Waleri Meladze - Tatu - Uma2rman              |        |
| 2007 | Dima Biłan         | - A-Studio - Siergiej Łazariew - MakSim - Nu Virgos         |        |
| 2008 | Dima Biłan         | - Band'Eros - Siergiej Łazariew - Timati - Nastia Zadorożna |        |
| 2009 | Dima Biłan         | - Centr - Kasta - Siergiej Łazariew - Timati                |        |
| 2010 | Dima Biłan         | - A-Studio - Noize MC - Serebro - Timati                    |        |
| 2011 | Niusza             | - Gradusi - Kasta - Macziete - Timati                       |        |
| 2012 | Dima Biłan         | - Kasta - Nervy - Serebro - Żanna Friske                    |        |
| 2013 | Zemfira            | - Basta - Iwan Dorn - Niusza - Jołka                        |        |
| 2014 | Niusza             | - Serebro - Kasta - Noize MC - Bianka                       | [ 1 ]  |
| 2015 | MBand              | - Iowa - Quest Pistols - Serebro - Iwan Dorn                | [ 2 ]  |
| 2016 | Therr Maitz        | - Basta - Leningrad - OQJAV - Jołka                         |        |
| 2017 | Iwan Dorn          | - Jelena Tiemnikowa - Griby - Haski - Jołka                 |        |
| 2018 | Jah Khalib         | - Eldżej - Faraon - Monetoczka - WE                         |        |
| 2019 | Maruv              | - Face - Little Big - Noize MC - Zivert                     | [ 3 ]  |
| 2020 | NILETTO            | - Cream Soda - Morgenshtern - Klava Koka - Maniża           | [ 4 ]  |